# Quercus oxyodon
Quercus oxyodon là một loài thực vật có hoa trong họ Cử. Loài này được Miq. miêu tả khoa học đầu tiên năm 1864.

## Hình ảnh